# 瓦德万
瓦德万（Wadhwan），是印度古吉拉特邦Surendranagar县的一个城镇。总人口61739（2001年）。

## 人口
该地2001年总人口61739人，其中男性31923人，女性29816人；0—6岁人口7262人，其中男3939人，女3323人；识字率70.52%，其中男性为77.54%，女性为63.01%。